# Pany de metxa

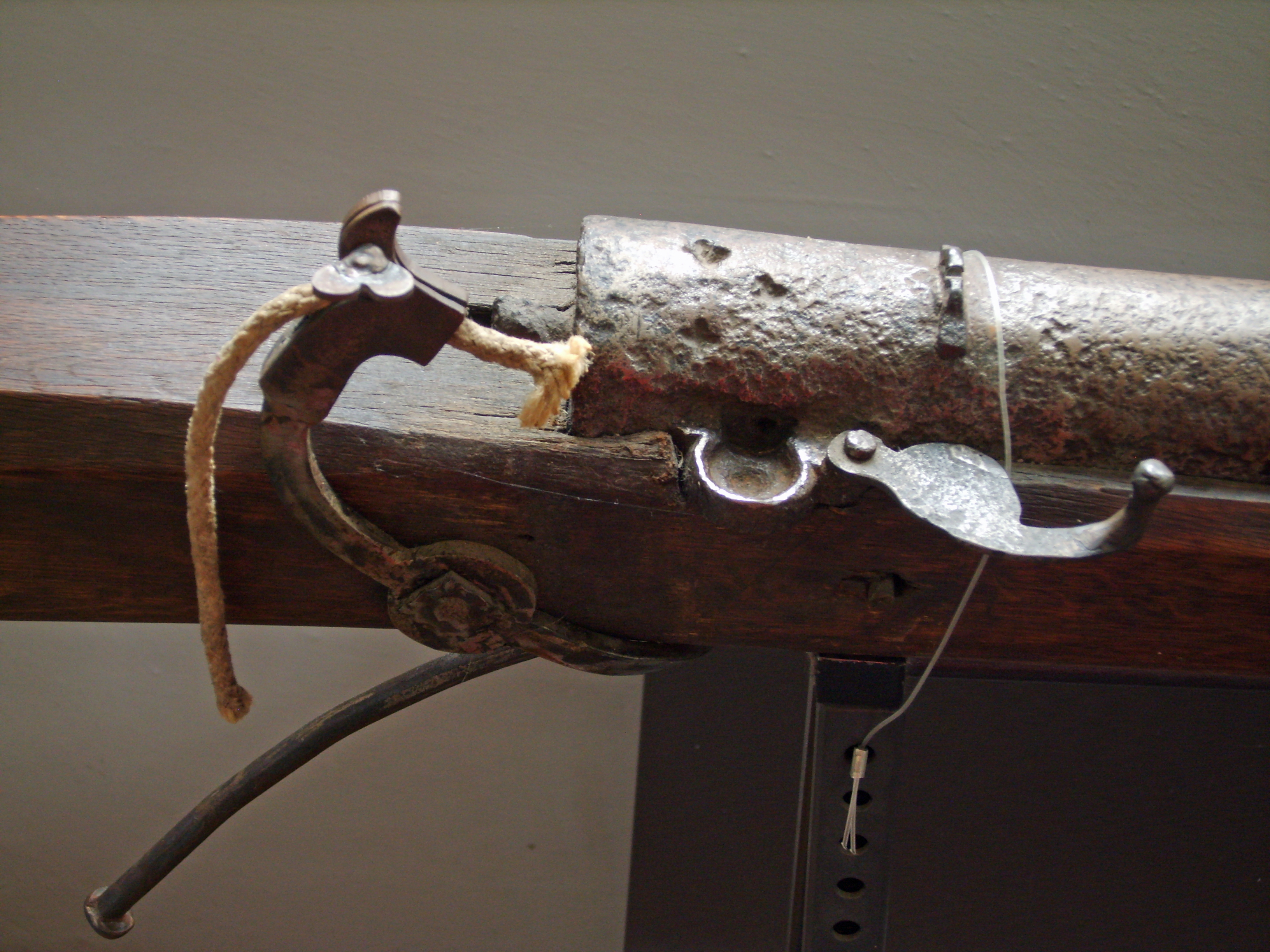
Primitiu arcabús alemany amb pany de metxa.

El  pany de metxa  o clau de metxa fou el primer mecanisme que s'utilitzà en les armes de foc per tal d'encendre la pólvora de una forma pràctica. Va ser inventat a Europa, al voltant del 1400, i ha romàs en ús en aquest continent fins a principis del segle xviii, quan el pany de sílex el reemplaçà totalment.
Era un mecanisme molt bàsic inventat per poder disparar les armes de foc portàtil sense haver de mirar la cassoleta. Aquest disseny eliminava la necessitat d'apropar manualment una metxa encesa a la cassoleta de l'arma, permetent tenir ambdues mans lliures per a sostenir l'arma en el moment del dispar i, el més important, poder mantenir la vista sobre l'objectiu.

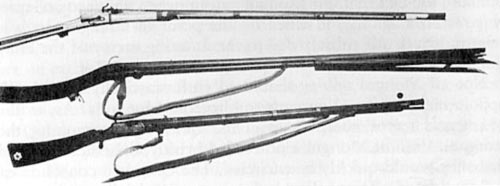
Arcabussos de la dinastia Ming.

## Història
Al començament, amb les armes de foc de pólvora negra, l'encesa d'aquesta es duia a terme acostant la metxa o l'esca encesa -aguantada amb la mà- fins a la cassoleta, plena de pólvora. Després, a principis del segle xv, va tenir lloc la invenció del pany de metxa, que aportava tot el mecanisme per a fer el que feia la mà, i que essencialment fou una evolució tècnica del serpentí (arma).

## Pany de metxa

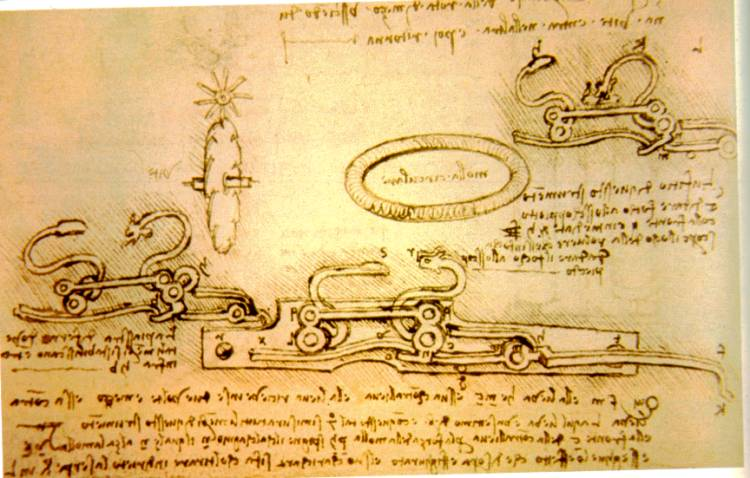
Disseny de pany de metxa de Leonardo da Vinci

Una placa de metall en forma d'"S" anomenada serpentí tenia fixa una metxa encesa. Un mecanisme permetia que el tirador fes girar el serpentí fins a encendre la pólvora (pólvora fina), col·locada a la cassoleta. L'oïda (un canal entre la cassoleta i l'interior del canó) permetia la transmissió de la flama a la càrrega propulsora. Per tal de desactivar la brasa de la metxa, el tirador tenia una tija prima anomenada cordó.
Leonardo da Vinci, entre altres coses, va estudiar la possibilitat de millorar l'encesa de les armes de metxa. El dibuix mostra tres exemples de mecanismes per a obrir el cartutx (de tela o paper) i al mateix temps encendre la pólvora. La metxa crema a la boca de la "serp"i, prement el gallet, cau al mateix temps que l'obre el cartutx i encén la pólvora.

## Mecanisme

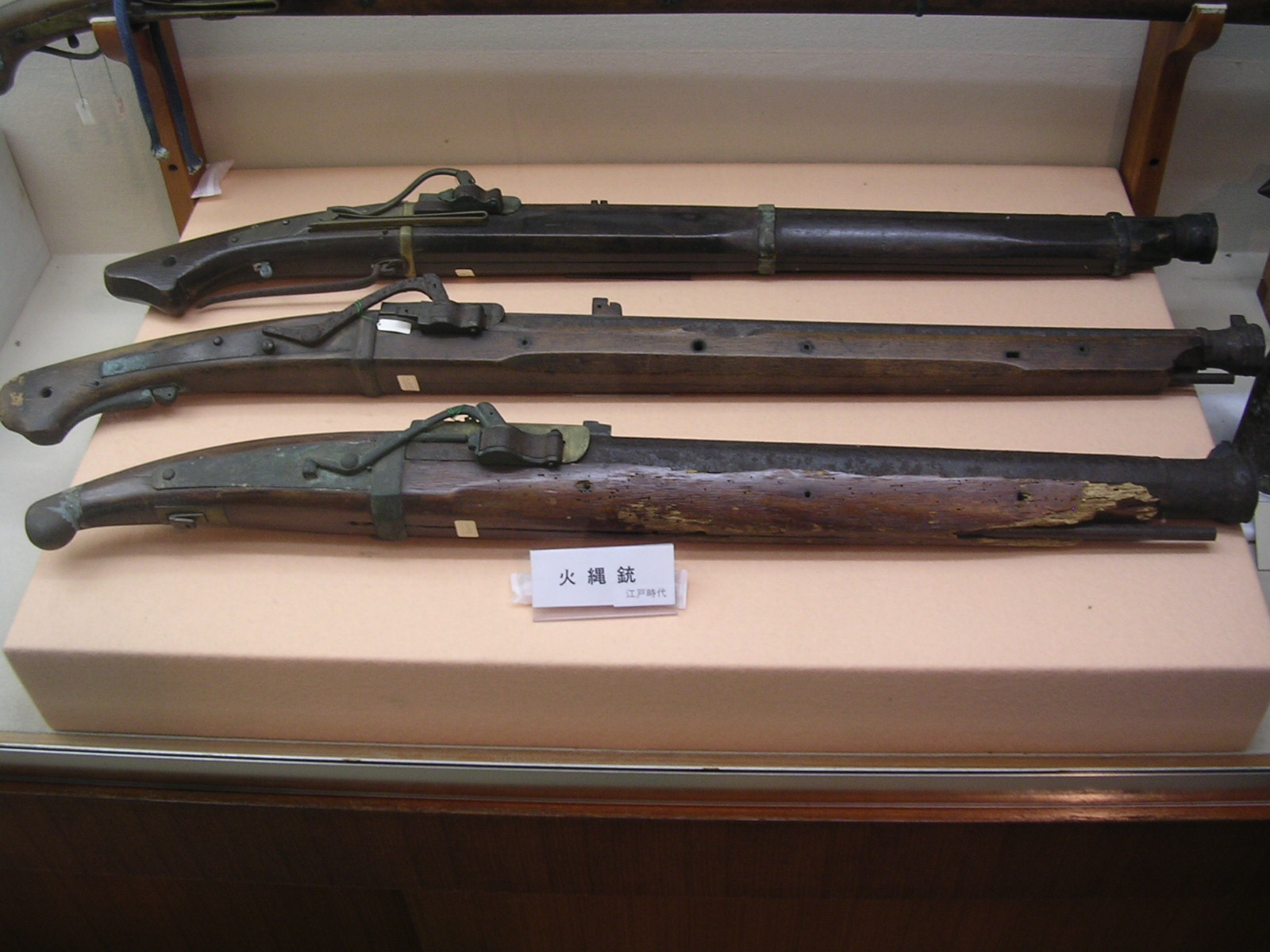
Arcabussos japonesos (Tanegashima) de l'Era Edo.

El mecanisme més simple consisteix en una platina, un serpentí portador de la metxa, una palanca per a disparar, un ressort del disparador i el disparador en si mateix.
El serpentí es manté armat per la palanca del disparador que és mantén en tensió mitjançant una molla. Quan el disparador empeny la palanca en la direcció oposada de la molla, s'emporta el serpentí, que aixafa la metxa sobre la cassoleta.
Un altre mecanisme és el balancí, però en aquest cas s'hi afegeix una "nou" accionada pel disparador que actua sobre el serpentí; la femella gira al voltant 60° i arrossega el serpentí, que pica contra la cassoleta.